# Jennifer Hudson
Jennifer Kate Hudson (12. rujna 1981.), američka pjevačica i glumica, dobitnica Oscara za najbolju sporednu glumicu (2006. godine), osim toga nagrađena nagradama Zlatni globus, BAFTA i nagradom Ceha filmskih glumaca.

## Životopis
Jennifer Hudson je rođena u Chicagu. Otac Samuel je vozač autobusa, a majka Darnell domaćica. Hudson je odgojena kao baptistkinja.
Nakon studija glazbe, prijavila se na Američki idol, u njegovoj trećoj sezoni i proslavila se sjajnim glasom. Pjevala je pjesme Johna Lennona, Eltona Johna, Gladys Knight, Whitney Houston i Arethe Franklin. Whitney i Arethu je navela kao svoje glazbene utjecaje, a jedna od najdražih pjevačica joj je Céline Dion. Mnogi časopisi hvalili su njeno pjevanje, a časopis "Variety" napisao je kako Hudsonina izvedba "podsjeća na debitantice poput Barbre Streisand u Funny Girl ili Bette Midler u The Rose, s glasom poput mlade Arethe."
Glumački je debi Hudson imala u filmu Komadi iz snova. Partneri su joj bili Jamie Foxx, Beyonce Knowles i Eddie Murphy. Za tu ulogu pokupila je sve prije spomenute nagrade, a osim njih osvojila ih je još čak 29. Jedna je od glumica s kratkog popisa koje su osvojile Oscara za filmski debi. Glumila je i Louise, pomoćnicu Carrie Bradshaw u filmu Seks i grad.
Do danas je snimila 4 filma, a 30. rujna 2008. joj je izašao i debitantski album, Jennifer Hudson.

## Vanjske poveznice
- Službena stranica
- Jennifer Hudson u internetskoj bazi filmova IMDb-u (engl.)
- Jennifer Hudson na MySpace.com